# Hydroporus jelineki
Hydroporus jelineki är en skalbaggsart som beskrevs av Hans Fery 2009. Hydroporus jelineki ingår i släktet Hydroporus och familjen dykare. Inga underarter finns listade i Catalogue of Life.